# Jandaíra (Bahia)
Jandaíra est une municipalité brésilienne de l'État de Bahia et la microrégion d'Entre Rios.